# Сосна
Со́сна́ (Pinus L.) — рід хвойних дерев родини соснових. Це дерева або чагарники, ароматичні, вічнозелені; крона зазвичай конічна у молодих рослин, часто стає округлою або плосковерхою з віком. Відомо близько 115 видів, що поширені переважно у помірній смузі Північної півкулі, сягаючи однак на північ від полярного кола аж до 71° пн. ш. в Норвегії. Росте також у гірських тропічних регіонах, сягаючи широт трохи на південь за екватор в південно-східній Азії (до 2,1° пд. ш., Суматра, вид Pinus merkusii). Сосни введені як декоративні й лісові дерева в багатьох частинах Південної півкулі.
В Україні налічується 17 видів, з них окультурено 11. Найпоширенішою є сосна звичайна (Pinus sylvestris L.), до 40 м заввишки. Плодить з 10—30 років, у зімкненому лісостані — з 40—60 років. Дерево живе 300—400 років, іноді й більше. У порівнянні з іншими шпильковими росте швидко. Сосна звичайна — світлолюбна, посухо- і холодостійка порода, невибаглива до ґрунтів, росте передусім на пісках, болотах, скелях тощо.
Латинська назва сосни звичайної — Pinus sylvestris — походить від кельтських слів «пін» — скеля і «сільвестріс» — лісова.

## Поширення

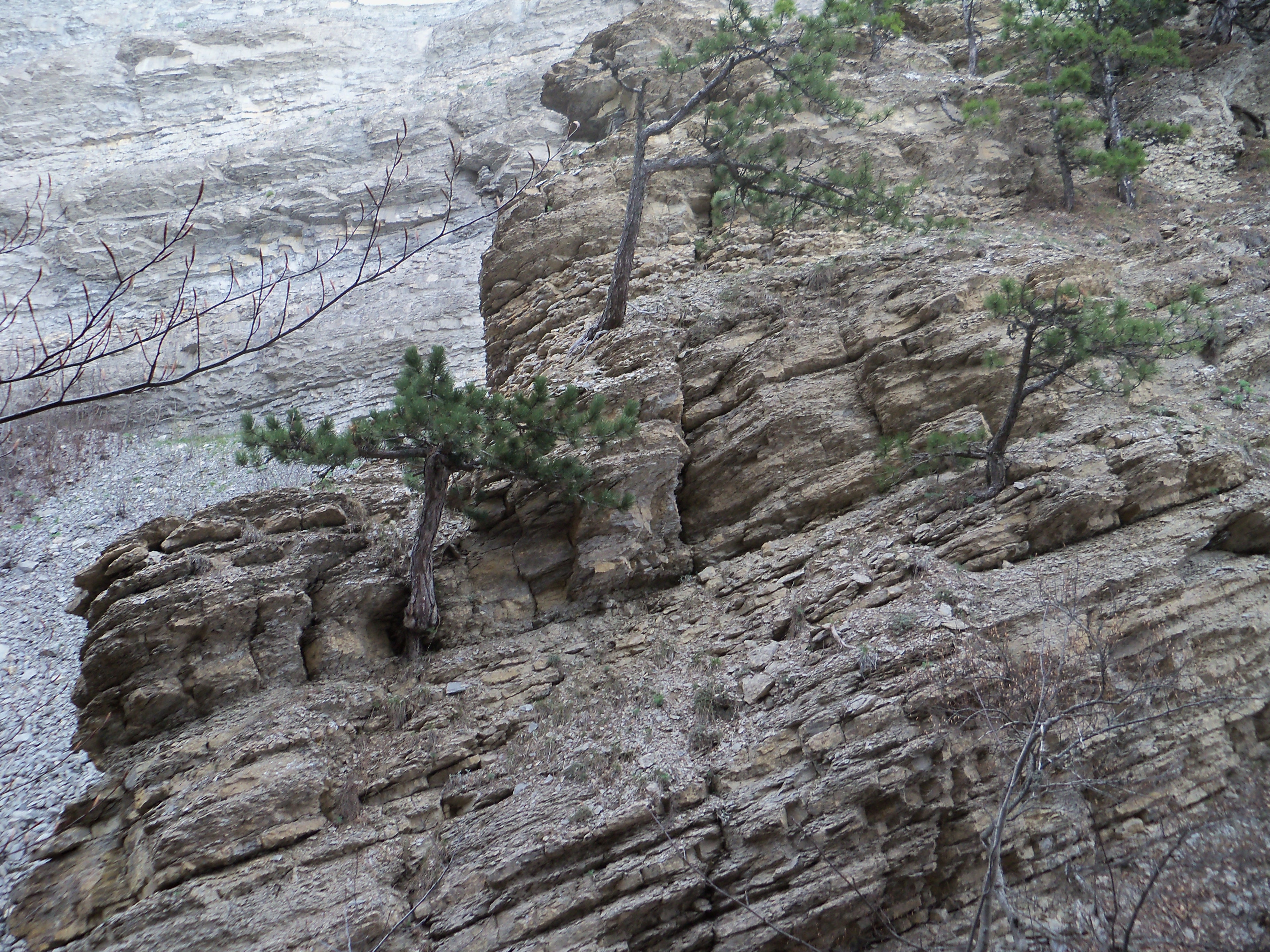
Сосни на кам'янистому гірському схилі. Крим.

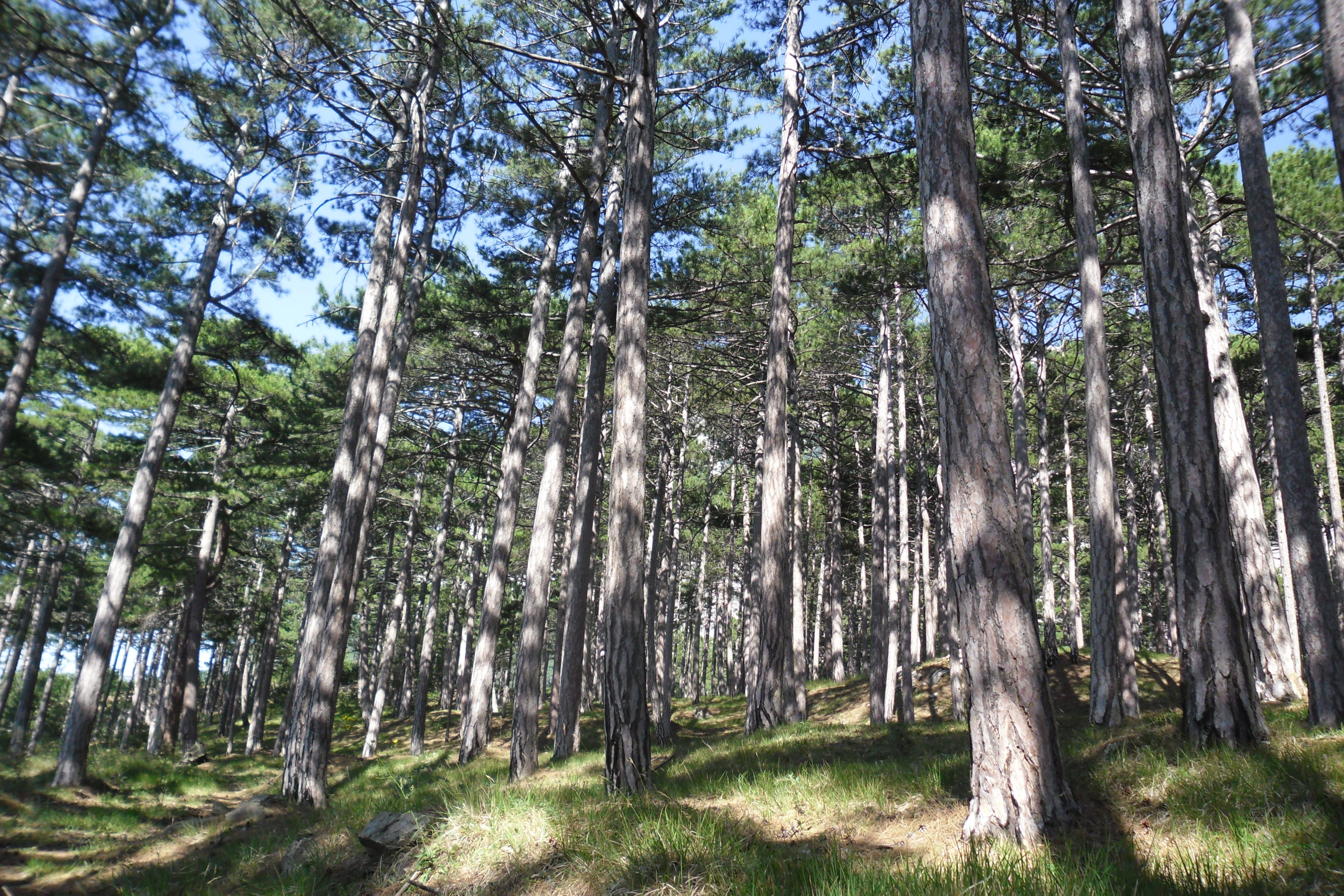
Сосни біля підніжжя Ай-Петрі.

В Україні сосна займає близько 2,5 млн. га, або 34 % всієї лісової площі (перше місце перед дубом і ялиною). Сосна поширена насамперед на Поліссі (також на Малому Поліссі, Надбужанській і Надсянській котловинах), де є головною лісотворною породою (займає близько 60 % лісової площі). На кращих ґрунтах зростає разом з дубом (субори), на глибоких пісках — без домішки інших порід (сухі бори), на заболочених ґрунтах — з домішкою берези та вільхи. Менше значення сосна має в лісостепу (понад 20 % лісової площі), дещо більше — на лівобережному (понад 30 %). Вона поширена переважно на піщаних борових терасах лівих берегів рік, частково штучно насаджена. У степу сосна трапляється вкрай зрідка (наприклад, на Олешківських пісках), інколи — у Карпатах і на Прикарпатті.

## Розмноження
Сосна квітне у травні. Її жовтий пилок у великій кількості розноситься вітром, покриваючи іноді всю поверхню озер, що є несподіваним кормом для дрібних рибок.
Пилок сиплеться з пиляків жовтих шишечок і потрапляє на рильця червоних шишечок. Насіння дозріває лише через вісімнадцять місяців, у березні випадає з шишок на сніг і, підхоплюючись вітром, ковзає по насту як маленькі буєри (сани з вітрилами) на далекі відстані в різні боки. Насіння навесні проростає, виносячи на поверхню п'ять або сім сім'ядоль. Молоді сосни швидко ростуть, збільшуючись на 30—50 сантиметрів за рік. Вони не бояться ні морозів, ні вологи, ні посухи, ні вітрів. Недарма латинською мовою сосна називається Пінус (Pinus), що означає «скеля». Сосна — світлолюбна рослина. Якщо насіння сосни потрапить під ялину з її широкими лапами, пророслі сосонки не зможуть витримати постійної тіні та загинуть. Ось чому ялина, потрапивши в сосновий бір, витісняє сосну. Старі сосни відмирають, а молоді під ялиною не виростають, і через десятки років замість соснового лісу залишається тільки ялиновий. Але сосна поселяється і на нових відкритих місцях. У неї міцні корені, стійкий стовбур, і вона досить невибаглива до умов середовища зростання.

## Господарське використання
В Україні з усіх дерев сосна має найбільше значення. Її легку та м'яку деревину використовують у будівництві і як паливо, з неї виробляють шпали, меблі, телеграфні стовпи, з живиці — терпентину і кольофонію, з молодої хвої — вітаміни С і етерові олії. З соснової смоли (живиці) відганяють скипидар і одержують каніфоль. Каніфоллю натирають смички скрипок. Вона йде також на виготовлення лаків, сургучу, колісної мазі, на проклейку паперів, в мило. Останнім часом з камбію сосни стали отримувати навіть сурогат ванілі — ванілін.

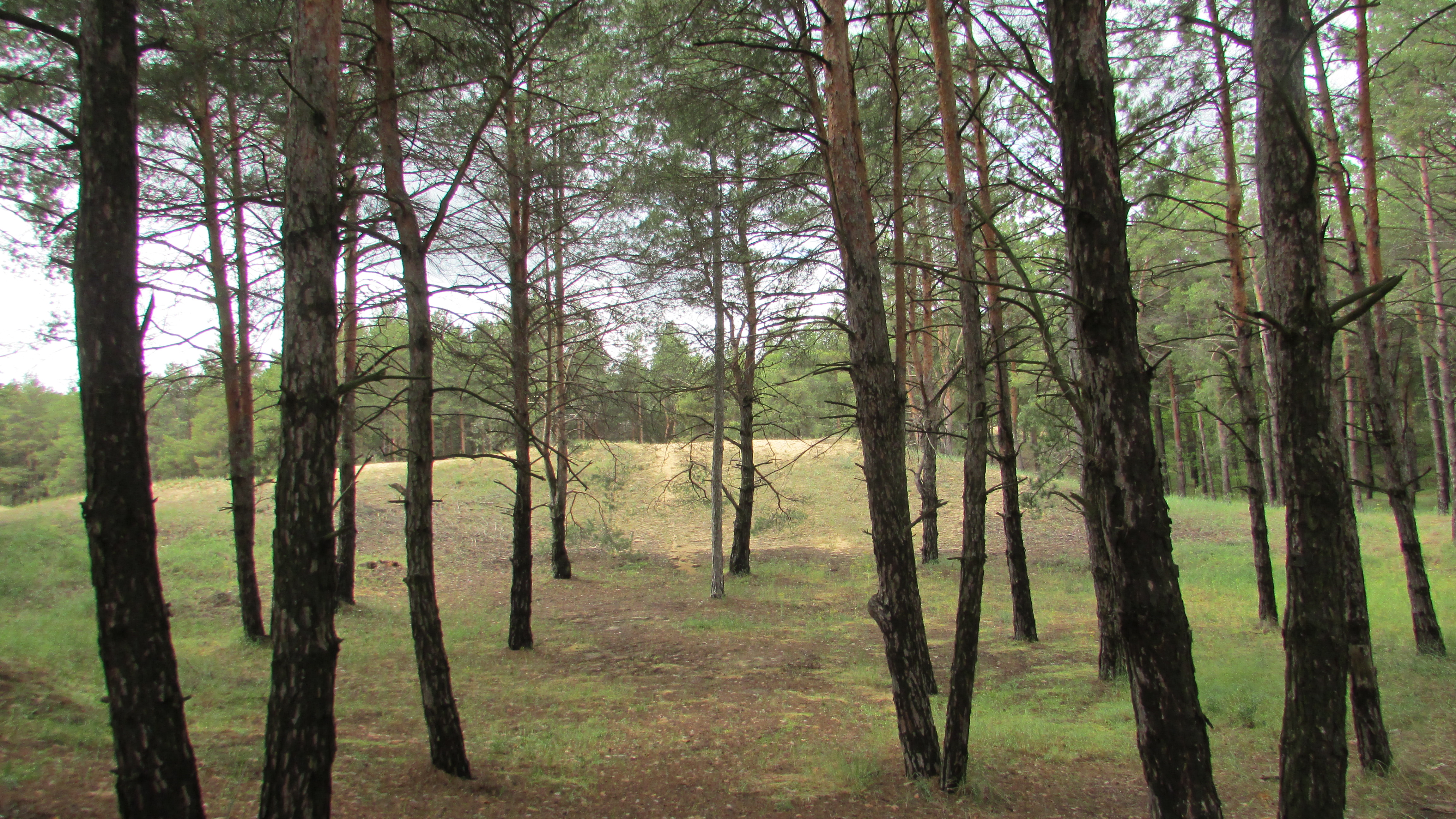
Багаторічні посадки соснових лісів на Олешківських пісках дозволили врятувати від опустелення величезні площі прилеглих земель на Херсонщині

Сосну використовують у садово-паркових насадженнях, для закріплення пісків та в полезахисних смугах. Її садять там, де потрібно створити протидію шкідливим явищам природи. Уздовж залізниць сосни затримують сніг, на берегах водойм і в пустелях — рухомі піски, в ярах коріння сосни, закріплюючи ґрунт, зупиняє його розповзання. На схилах гір і по берегах річок сосна запобігає повені, затримуючи танення снігу, який стікає не бурхливими потоками, а спокійними струмочками. Сосни — зберігачі вод: під їхнім покровом не висихають і не міліють річки.
Високі, тонкі, гладкі стовбури сосен протягом багатьох століть рухали незліченні кораблі, підтримуючи вітрила, наповнені вітром.
Зі смоли древніх хвойних дерев утворився дорогоцінний бурштин, з якого роблять красиві намиста.
У Кримських горах поширена сосна кримська (Р. nigra var. pallasiana Lamb.), сосна Станкевича (P. brutia Ten.) й інші.
У Карпатах, крім сосни звичайної, ростуть сосна кедрова (кедрина) або європейська (P. cembra L.), рідкісна, лише інколи становить невеликі суцільні деревостани (наприклад, у резерваті на горі Яйце у Ґорґанах), та сосна-жереп (Р. mugo Turra) — обидві у смузі верхньої границі лісу. Як декоративні вирощують сосну італійську або пінію (P. pinea L.), сосну Веймутова (P. strobus L.) та інші.

## У культурі
Протягом століть соснові дерева дають важливі продукти для людей у їхньому повсякденному житті, тому, природно, врізалися у фольклор, мистецтво і культури багатьох країн. Сосни були також використані як символи релігійні та політичні.

### Живопис
- Хасеґава Тохаку (1539—1610). «Сосни», XVI ст. Національний музей у Токіо.
- Шишкін Іван Іванович (1832—1898). «Ранок в сосновому лісі», 1886. Третьяковська галерея в м. Москва
- Шишкін Іван Іванович (1832—1898). «На півночі дикій…», 1891. Національний музей «Київська картинна галерея»

Хасеґава Тохаку. «Сосни». XVI ст.
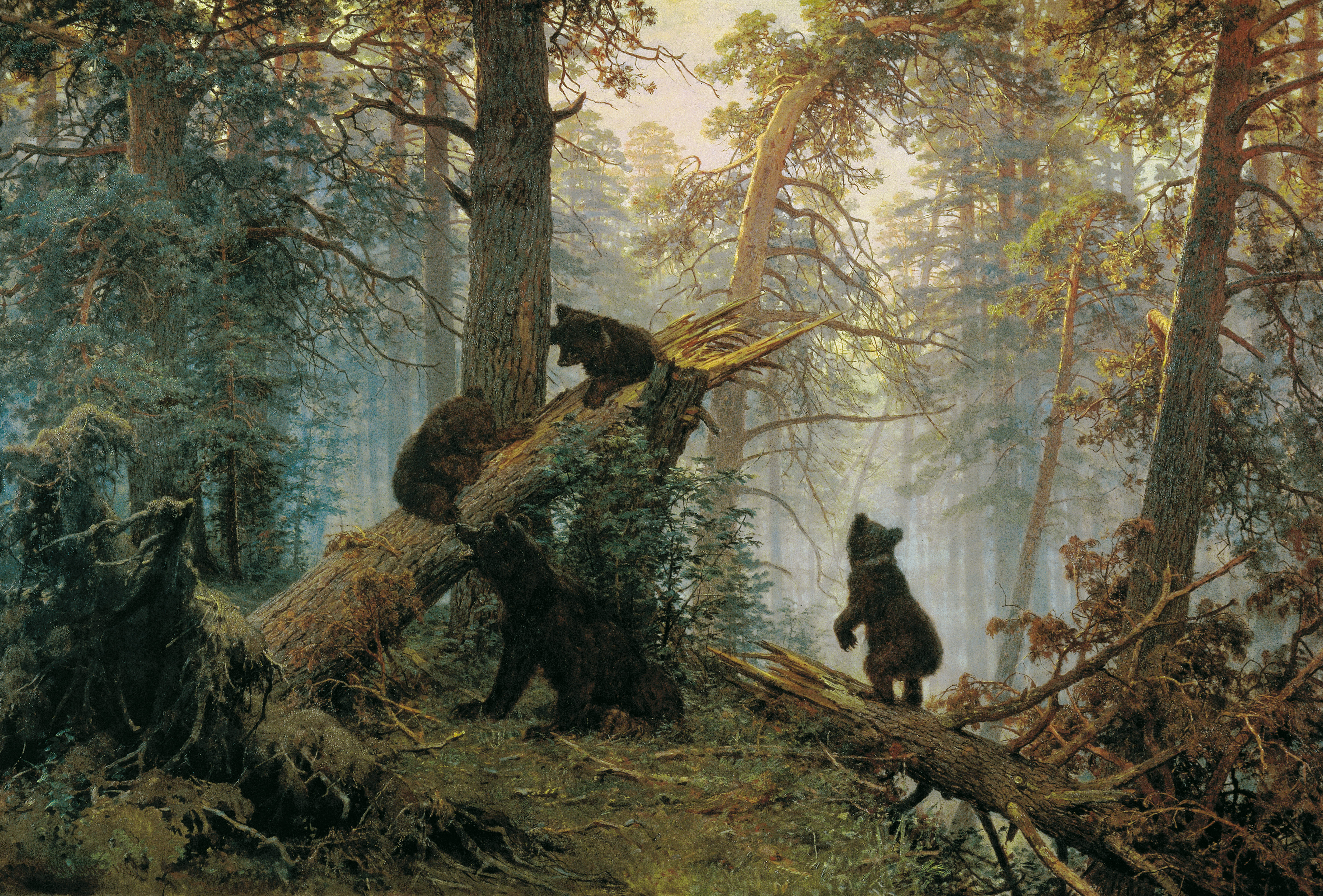
Шишкін. «Ранок в сосновому лісі», 1886
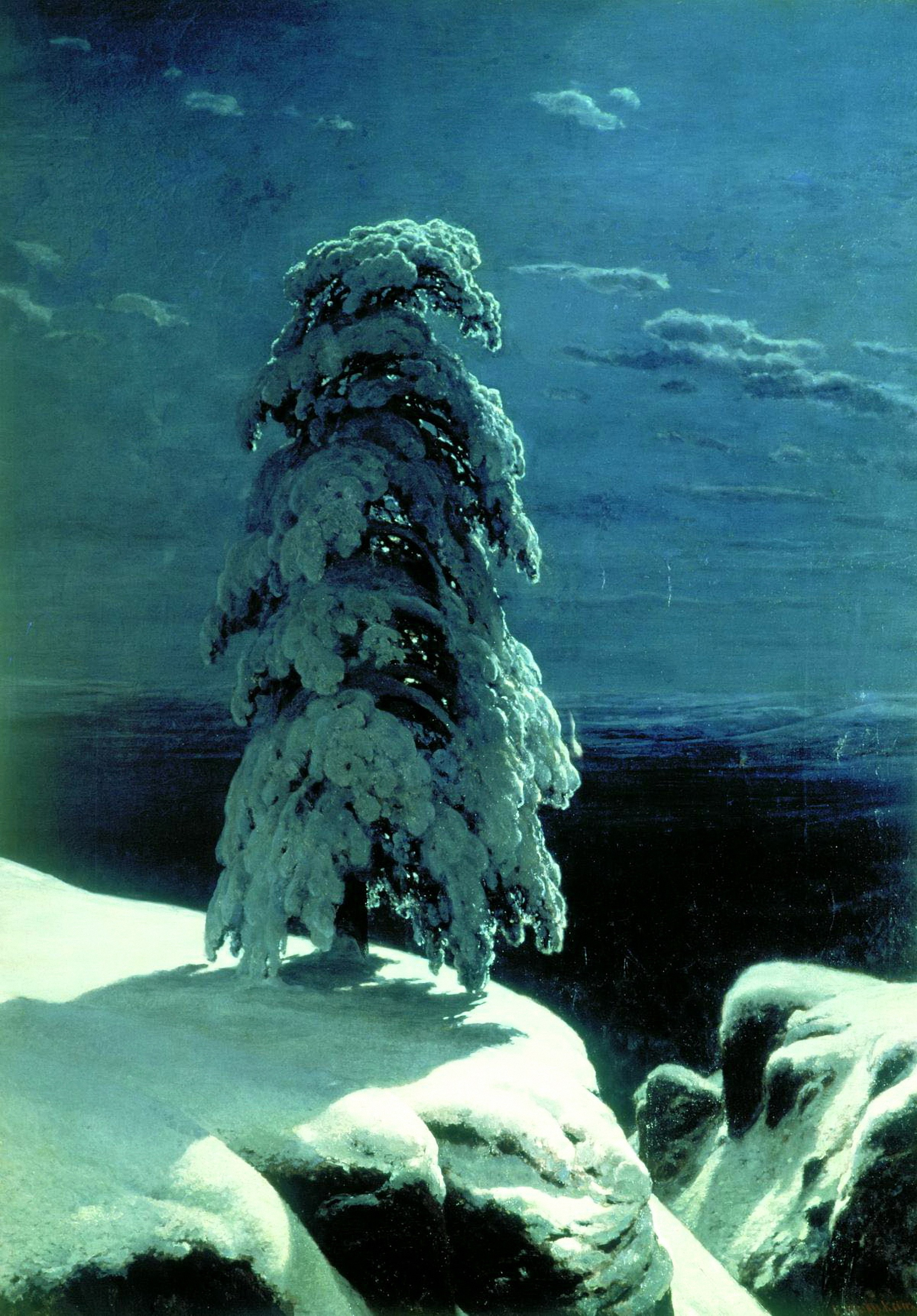
Шишкін. «На півночі дикій…», 1891

### Геральдика
Образ сосни знаходиться на гербах. Сосна в геральдиці символізує справедливість, великодушність і чесність власника.

Прапор Вермонту
Прапор штату Мен
Герб польського міста Сосніцовіце
Герб. Ґміна Малкіня-Ґурна
Герб норвезького міста Дрангедал
Герб фінської гміни Сулкава

### Національні символи
- Pinus caribaea var. bahamensis є ендеміком Теркс і Кайкос і є національним деревом[3].
- Pinus contorta subsp. latifolia з 1984 року є символом канадської провінції Альберта[4]. Дерево зазвичай зустрічаються там.
- Pinus strobus є символом штату Мен в США[5].
- Pinus densiflora є національним деревом Південної Кореї.
- Pinus peuce є національним деревом Македонії.
- Pinus sylvestris є національним деревом Шотландії[6].

## Рекордсмени
Найбільшим за діаметром деревом вважається дерево виду Pinus lambertiana: висота 66,1 м, діаметр на рівні грудей 352 см, крона шириною 9 м, Дорінгтон, Каліфорнія. Найвищим деревом вважається дерево підвиду Pinus ponderosa subsp. benthamiana воно має висоту 81.69 м, знаходиться в англ. Siskiyou National Forest, штат Орегон. Безсумнівно, найстаріші сосни є виду Pinus longaeva, відомо багато дерев, яким понад 4000 років.

## Види
Детальніше: Список видів роду Сосна, а також шаблони сосен Європи, Азії, Америки.
Рід поділяється на два підроди за кількістю фіброваскулярних пучків у голці. Підроди можна відрізнити за ознаками шишки, насіння та листя:
- Pinus subg. Pinus (група жовтих або твердих сосен) — як правило, з більш твердою деревиною і двома або трьома голками на пучок[7]. Підрід також називають диплоксилон через його два фіброваскулярні пучки.
- Pinus subg. Strobus (група білих або м'яких сосен) — зазвичай мають більш м'яку деревину і п'ять голок на пучок[7]. Підрід також називають гаплоксилон через один фіброваскулярний пучок.

Філогенетичні дані вказують на те, що обидва підроди мають дуже давнє розходження один від одного, розходячись у пізньому юрському періоді. Кожен підрід далі поділяється на секції й підсекції:
|  | Subsection Ponderosae                                                         |
|  |                                                                               |
|  | \| \| Subsection Contortae \| \| \| \| \| \| Subsection Australes \| \| \| \| |
|  |                                                                               |
|  | Subsection Contortae                                                          |
|  |                                                                               |
|  | Subsection Australes                                                          |
|  |                                                                               |

|  | Subsection Contortae |
|  |                      |
|  | Subsection Australes |
|  |                      |

|  | Subsection Pinus    |
|  |                     |
|  | Subsection Pinaster |
|  |                     |

|  | Subsection Ponderosae                                                         |
|  |                                                                               |
|  | \| \| Subsection Contortae \| \| \| \| \| \| Subsection Australes \| \| \| \| |
|  |                                                                               |
|  | Subsection Contortae                                                          |
|  |                                                                               |
|  | Subsection Australes                                                          |
|  |                                                                               |

|  | Subsection Contortae |
|  |                      |
|  | Subsection Australes |
|  |                      |

|  | Subsection Pinus    |
|  |                     |
|  | Subsection Pinaster |
|  |                     |

|  | Subsection Gerardianae                                                        |
|  |                                                                               |
|  | \| \| Subsection Krempfianae \| \| \| \| \| \| Subsection Strobus \| \| \| \| |
|  |                                                                               |
|  | Subsection Krempfianae                                                        |
|  |                                                                               |
|  | Subsection Strobus                                                            |
|  |                                                                               |

|  | Subsection Krempfianae |
|  |                        |
|  | Subsection Strobus     |
|  |                        |

|  | Subsection Nelsonianae                                                            |
|  |                                                                                   |
|  | \| \| Subsection Balfourianae \| \| \| \| \| \| Subsection Cembroides \| \| \| \| |
|  |                                                                                   |
|  | Subsection Balfourianae                                                           |
|  |                                                                                   |
|  | Subsection Cembroides                                                             |
|  |                                                                                   |

|  | Subsection Balfourianae |
|  |                         |
|  | Subsection Cembroides   |
|  |                         |

|  | Subsection Gerardianae                                                        |
|  |                                                                               |
|  | \| \| Subsection Krempfianae \| \| \| \| \| \| Subsection Strobus \| \| \| \| |
|  |                                                                               |
|  | Subsection Krempfianae                                                        |
|  |                                                                               |
|  | Subsection Strobus                                                            |
|  |                                                                               |

|  | Subsection Krempfianae |
|  |                        |
|  | Subsection Strobus     |
|  |                        |

|  | Subsection Nelsonianae                                                            |
|  |                                                                                   |
|  | \| \| Subsection Balfourianae \| \| \| \| \| \| Subsection Cembroides \| \| \| \| |
|  |                                                                                   |
|  | Subsection Balfourianae                                                           |
|  |                                                                                   |
|  | Subsection Cembroides                                                             |
|  |                                                                                   |

|  | Subsection Balfourianae |
|  |                         |
|  | Subsection Cembroides   |
|  |                         |

|  | Subsection Ponderosae                                                         |
|  |                                                                               |
|  | \| \| Subsection Contortae \| \| \| \| \| \| Subsection Australes \| \| \| \| |
|  |                                                                               |
|  | Subsection Contortae                                                          |
|  |                                                                               |
|  | Subsection Australes                                                          |
|  |                                                                               |

|  | Subsection Contortae |
|  |                      |
|  | Subsection Australes |
|  |                      |

|  | Subsection Pinus    |
|  |                     |
|  | Subsection Pinaster |
|  |                     |

|  | Subsection Ponderosae                                                         |
|  |                                                                               |
|  | \| \| Subsection Contortae \| \| \| \| \| \| Subsection Australes \| \| \| \| |
|  |                                                                               |
|  | Subsection Contortae                                                          |
|  |                                                                               |
|  | Subsection Australes                                                          |
|  |                                                                               |

|  | Subsection Contortae |
|  |                      |
|  | Subsection Australes |
|  |                      |

|  | Subsection Pinus    |
|  |                     |
|  | Subsection Pinaster |
|  |                     |

|  | Subsection Gerardianae                                                        |
|  |                                                                               |
|  | \| \| Subsection Krempfianae \| \| \| \| \| \| Subsection Strobus \| \| \| \| |
|  |                                                                               |
|  | Subsection Krempfianae                                                        |
|  |                                                                               |
|  | Subsection Strobus                                                            |
|  |                                                                               |

|  | Subsection Krempfianae |
|  |                        |
|  | Subsection Strobus     |
|  |                        |

|  | Subsection Nelsonianae                                                            |
|  |                                                                                   |
|  | \| \| Subsection Balfourianae \| \| \| \| \| \| Subsection Cembroides \| \| \| \| |
|  |                                                                                   |
|  | Subsection Balfourianae                                                           |
|  |                                                                                   |
|  | Subsection Cembroides                                                             |
|  |                                                                                   |

|  | Subsection Balfourianae |
|  |                         |
|  | Subsection Cembroides   |
|  |                         |

|  | Subsection Gerardianae                                                        |
|  |                                                                               |
|  | \| \| Subsection Krempfianae \| \| \| \| \| \| Subsection Strobus \| \| \| \| |
|  |                                                                               |
|  | Subsection Krempfianae                                                        |
|  |                                                                               |
|  | Subsection Strobus                                                            |
|  |                                                                               |

|  | Subsection Krempfianae |
|  |                        |
|  | Subsection Strobus     |
|  |                        |

|  | Subsection Nelsonianae                                                            |
|  |                                                                                   |
|  | \| \| Subsection Balfourianae \| \| \| \| \| \| Subsection Cembroides \| \| \| \| |
|  |                                                                                   |
|  | Subsection Balfourianae                                                           |
|  |                                                                                   |
|  | Subsection Cembroides                                                             |
|  |                                                                                   |

|  | Subsection Balfourianae |
|  |                         |
|  | Subsection Cembroides   |
|  |                         |

Також описано кілька викопних видів: Pinus bowerbanki, Pinus dixoni, Pinus driftwoodensis, Pinus foisyi, Pinus fordi, Pinus johndayensis, Pinus latahensis, Pinus leptokrempfii, Pinus lindgreni, Pinus lundgreni, Pinus macrocephala, Pinus macrophylla, Pinus matthewsii, Pinus peregrinus, Pinus prestwichi, Pinus sheppyensis, Pinus tetrafolia, Pinus vulcaniamniensis, Pinus yorkshirensis